# Christian Cooke (sonoplasta)
Christian Cooke é um sonoplasta estadunidense. Foi indicado ao Oscar de melhor mixagem de som na edição de 2018 pelo trabalho na obra The Shape of Water, ao lado de Brad Zoern e Glen Gauthier.

## Prêmios e indicações
- Indicado: Oscar de melhor mixagem de som - The Shape of Water (2017)